# Strumienna (przystanek kolejowy)
Strumienna – nieczynny kolejowy przystanek osobowy w Sławięcicach, w województwie dolnośląskim, w Polsce.